# Gemlik
Gemlik est un district (ilçe, en turc) de la province de Bursa en Turquie et une ville portuaire sur le golfe de Gemlik, en mer de Marmara.
En 2004, la ville était peuplée de plus de 70 000 habitants. Le port est un des plus importants du pays.
La ville est également réputée pour sa production d'huile d'olive et son représentant, l'entreprise Marmara Birlik composée de producteurs, se place aux tout  premiers rangs mondiaux en termes de production.
À proximité se trouvent les plages réputées de Kurşunlu.
La ville est jumelée avec Florence en Italie et Lauderhill (Floride, États-Unis).

## Histoire
La ville moderne est construite sur le site de l'antique Kios. Jusqu'en 1922, la ville de Gemlik portait aussi le nom grec de Kios car sa population était composée à 80 % de Grecs, expulsés à la suite de la guerre gréco-turque.
Yánnis Papaioánnou, un chanteur de rebetiko, y est né en 1913.

## Villages du district de Gemlik
- Adliye
- Büyükkumla
- Cihatlı
- Fevziye
- Fındıcak
- Kurtul
- Umurbey